# Mikołaj Grabowski
Mikołaj Aleksander Grabowski (ur. 5 grudnia 1946 w Chrzanowie) – polski reżyser teatralny, dyrektor teatrów, aktor filmowy, teatralny i telewizyjny, pedagog, profesor sztuk teatralnych.

## Życiorys
W okresie nauki w szkole średniej udzielał się w domu kultury w Wadowicach, a także w szkolnym teatrze, w którym występował m.in. w roli Edmunda w Ciotuni Aleksandra Fredry. Za drugim podejściem został przyjęty na studia aktorskie w Państwowej Wyższej Szkole Teatralnej w Krakowie; po niezdaniu pierwszych egzaminów przez rok był laborantem w Zakładach Chemicznych „Alwernia”. W 1969 został absolwentem studiów aktorskich, a w 1977 również studiów reżyserskich w krakowskiej PWST. W 1968 dołączył do zespołu MW2, z którym występował m.in. we Francji.
W 1969 rozpoczął jako asystent pracę w PWST w Krakowie. W latach 1998–2008 był dziekanem Wydziału Reżyserii na tej uczelni. Habilitował się w 1990, a w 1994 otrzymał tytuł profesora sztuk teatralnych. Na macierzystej uczelni doszedł do stanowiska profesora zwyczajnego.
Występował w Teatrze im. Juliusza Słowackiego w Krakowie (1969–1977). Po ukończeniu studiów reżyserskich pracował w Teatrze im. Cypriana Kamila Norwida w Jeleniej Górze (1977–1979), a następnie w Teatrze im. Stefana Jaracza w Łodzi (1979–1981).
W latach 1981–1982 jako dyrektor naczelny i artystyczny kierował Teatrem Polskim w Poznaniu. W 1982 przeniósł się do Krakowa, obejmując stanowisko dyrektora naczelnego i artystycznego Teatru im. Juliusza Słowackiego, które zajmował do października 1985. W następnych latach reżyserował w Teatrze Ludowym w Krakowie-Nowej Hucie, Teatrze im. Stefana Jaracza w Łodzi, Pantheater Kampnagel w Hamburgu oraz Teatrze im. Juliusza Słowackiego. W 1987 zaczął współpracować z Teatrem STU w Krakowie, w 1997 (wspólnie z Krzysztofem Jasińskim) został jego dyrektorem artystycznym. Wyreżyserował wiele nagradzanych spektakli teatralnych oraz telewizyjnych, m.in. Opis obyczajów Jędrzeja Kitowicza w Teatrze STU (1990), Trans-Atlantyk Witolda Gombrowicza w Teatrze im. Stefana Jaracza, Teatrze im. Juliusza Słowackiego i Teatrze Telewizji, Prorok Ilja Tadeusza Słobodzianka w Teatrze Nowym w Łodzi.
W latach 1999–2002 był dyrektorem naczelnym i artystycznym Teatru Nowego w Łodzi, w 2002 objął funkcję dyrektora artystycznego Starego Teatru im. Heleny Modrzejewskiej w Krakowie, a w następnym roku został także dyrektorem naczelnym tej placówki; urzędowanie zakończył w 2012.
Zagrał w takich produkcjach filmowych jak Kariera Nikosia Dyzmy, Pręgi czy Karol. Człowiek, który został papieżem.
W wyborach parlamentarnych w 2005 bez powodzenia kandydował na senatora z okręgu krakowskiego, reprezentując Partię Demokratyczną – demokraci.pl, do której należał.

## Życie prywatne
Wychowywał się w Alwerni z dwoma braćmi: starszym Wiktorem i młodszym Andrzejem, który także został aktorem.
Żonaty z aktorką Iwoną Bielską, z którą zamieszkał w Rudnie. Jego pierwsze małżeństwo zakończyło się rozwodem. Ma syna.

## Filmografia
- 1968: Stawka większa niż życie – żołnierz niemiecki
- 1976: Ocalić miasto
- 1995: Szabla od komendanta – Diabeł
- 1998: Billboard – inspektor policji
- 2002: Kariera Nikosia Dyzmy – Roman Graczyk, szef Głównego Urzędu Ceł
- 2004: Pręgi – doktor Sobański
- 2005: Karol. Człowiek, który został papieżem – generał rosyjski
- 2006: Jan Paweł II – kardynał Joseph Ratzinger
- 2008: Mała wielka miłość – Bogdan Malczyk, ojciec Joanny
- 2008: Trzeci oficer – inspektor Marian Zajdler
- 2009: 39 i pół – profesor Machnicki
- 2011: Uwikłanie – kapitan Mamcarz
- 2021: Chyłka. Oskarżenie – prokurator Marian Skopiński
- 2023: Znachor – hrabia Stanisław Czyński, ojciec Leszka

## Odznaczenia i wyróżnienia
- Krzyż Kawalerski Orderu Odrodzenia Polski (2005)[19]
- Złoty Krzyż Zasługi (1998)[20]
- Srebrny Medal „Zasłużony Kulturze Gloria Artis” (2005)[21]
- Nagroda im. Konrada Swinarskiego (1981) – przyznawana przez redakcję miesięcznika „Teatr” („za samodzielne i oryginalne dokonania artystyczne ostatnich dwóch lat, a zwłaszcza za zrealizowanie w Teatrze im. Stefana Jaracza w Łodzi: Kwartetu Bogusława Schaeffera, Pamiątek Soplicy Henryka Rzewuskiego, Trans-Atlantyku Witolda Gombrowicza”)
- Nagroda Miasta Krakowa (2012)
- Nagroda Specjalna im. Konrada Swinarskiego (2012) – przyznawana przez redakcję miesięcznika „Teatr”[22]